# بيلي فيبس
بيلي فيبس (بالإنجليزية: Dr. William "Billy" Phipps) هو عازف جاز أمريكي، ولد في 25 ديسمبر 1931، وتوفي في 3 ديسمبر 2011.